# James Sowerby
Pour les articles homonymes, voir Sowerby.
James Sowerby est un naturaliste et illustrateur, né le 21 mars 1757 à Lambeth en Londres et mort le 25 octobre 1822 dans cette même ville.

## Biographie
Il est le fils de John et d'Arabella Sowerby, une ancienne famille du Yorkshire. Il se marie en 1786 avec Anne Brettingham De Carle, union dont il aura trois fils : James De Carle Sowerby (1787-1871), George Brettingham Sowerby I (1788-1854) et Charles Edward Sowerby (1795-1842), tous trois naturalistes.
Il étudie l'art à la Royal Academy de Londres et travaille avec William Curtis (1746-1799) sur la Flora londinensis qu'il illustre. Il réalise également des illustrations pour Charles Louis L'Héritier de Brutelle (1746-1800) et pour le Botanical Magazine.
En 1790, il commence plusieurs projets colossaux. Le premier est une œuvre de 36 volumes sur la botanique de Grande-Bretagne dont la parution dure 24 ans. Elle contient 2 592 gravures colorées à la main et connue sous le nom de Sowerby's Botany. Le texte est signé par James Edward Smith (1759-1828).
Son autre projet a une échelle identique : Mineral Conchology of Great Britain, un vaste catalogue de nombreux invertébrés fossiles, principalement des coquillages, trouvés en Grande-Bretagne. Sa parution dure 34 ans. Les dernières parties sont éditées par ses fils James De Carle Sowerby (1787-1871) et George Brettingham Sowerby I (1788-1854).
Il développe une théorie sur la couleur et publie deux livres illustrés sur la minéralogie : British Mineralogy (1804-1817) et son supplément Exotic Mineralogy (1811-1820).

## Liste partielle des publications
- 1804-1817 : British mineralogy; or, Coloured figures intended to elucidate the mineralogy of Great Britain (R. Taylor and co., Londres) - Exemplaire numérique sur Internet Archive : volume 1 et volume 2.

## Note
1. ↑  « http://discovery.nationalarchives.gov.uk/details/a/A13530954 »

Sowerby est l’abréviation botanique standard de James Sowerby.
Consulter la liste des abréviations d'auteur en botanique ou la liste des plantes assignées à cet auteur par l'IPNI, la liste des champignons assignés par MycoBank, la liste des algues assignées par l'AlgaeBase et la liste des fossiles assignés à cet auteur par l'IFPNI.